# Moncada
För andra betydelser, se Moncada (olika betydelser).
Moncada är en militärgarnison utanför Santiago de Cuba som angreps av Fidel Castro med anhängare den 26 juli 1953. Angreppet misslyckades och större delen av anfallarna togs till fånga.